# (2138) Swissair
(2138) Swissair (1968 HB) – planetoida z pasa głównego asteroid okrążająca Słońce w ciągu 4,41 lat w średniej odległości 2,69 au. Odkryta 17 kwietnia 1968 roku.